# Gørlev Station
Gørlev Station er en nedlagt dansk jernbanestation i Gørlev. Stationsbygningen er fra 1898 og tegnet af Heinrich Wenck. Bygningen eksisterer fortsat.
55°32′19.70″N 11°14′3.12″Ø / 55.5388056°N 11.2342000°Ø